# Štěkeň
Štěkeň mezőváros (městys) Csehország Dél-csehországi kerületének Strakonicei járásában. Területe 14,47 km², lakosainak száma 833 (2008. 12. 31). A falu Strakonicétől mintegy 8 km-re keletre, České Budějovicétől 48 km-re északnyugatra, és Prágától 96 km-re délre fekszik.
A település első írásos említése 1318-ből származik, amikor Baška család tulajdonában volt.

## Nevezetességek
- A 14. században épült barokk stílusú vár.
- Szent Miklós templom.

## Népesség
A település népessége az elmúlt években az alábbi módon változott:
| Lakosok száma | 1487 | 1400 | 1354 | 1104 | 1078 | 891  | 844  | 852  | 822  | 862  |
|               | 1869 | 1890 | 1921 | 1950 | 1980 | 2001 | 2017 | 2019 | 2022 | 2024 |